# Lamb megye
Lamb megye az Amerikai Egyesült Államokban, azon belül Texas államban található. Megyeszékhelye és legnagyobb városa Littlefield. Lakosainak száma 13 045 fő (2020. április 1.). Lamb megye Castro, Hale, Hockley, Bailey, Parmer, Lubbock és Cochran megyékkel határos.

## Népesség
A megye népességének változása:
| Lakosok száma | 14 011 | 14 099 | 13 929 | 13 775 | 13 385 | 13 045 |
|               | 2010   | 2011   | 2012   | 2013   | 2015   | 2020   |